# Pourcieux
 Pourcieux  es una población y comuna francesa, que se encuentra en la región de Provenza-Alpes-Costa Azul, departamento de Var, en el distrito de Brignoles y cantón de Saint-Maximin-la-Sainte-Baume.

## Demografía
| 260 | 256 | 256 | 281 | 527 | 921 |
| Para los censos de 1962 a 1999 la población legal corresponde a la población sin duplicidades (Fuente: INSEE [Consultar]) |     |     |     |     |     |